# Terza offensiva di Palmira
La Terza offensiva di Palmira è stata un'operazione militare dell'Esercito arabo siriano, supportata da attacchi aerei russi, per riconquistare dallo Stato islamico la città di Tadmor (vicino alle rovine dell'antica città di Palmira), strategicamente importante per entrambe le forze a causa della sua posizione nella Siria centrale. La città fu completamente riconquistata il 27 marzo.

## Offensiva

### Battaglia per le colline

#### Prima settimana
Il 9 marzo 2016, pesanti attacchi aerei russi iniziarono a colpire l'area di Palmira, con 32 miliziani dell'ISIS uccisi entro il giorno successivo. Al 14 marzo, 80 attacchi aerei e 200 tra razzi e colpi di artiglieria avevano colpito l'antica città siriana. Il comando centrale dell'esercito arabo siriano dichiarò in seguito che il loro prossimo obiettivo dopo la cattura di Palmira sarebbe stata la città di Deir ez-Zor.
I principali combattimenti di terra iniziarono il 12 marzo, quando l'esercito siriano attaccò il villaggio di Al-Dawah, a ovest di Palmira, mentre il giorno successivo assaltò la montagna Jabal Qassoun, dove si trova il castello di Palmira. Nel complesso, l'attacco militare venne diretto contro tre fianchi di Palmira nel tentativo di circondare la città. In preparazione all'offensiva, l'ISIS costruì forti difese nella città e trincee attorno ad essa.
Il 14 marzo, i militari siriani catturarono la collina 800 e la collina 853, che fanno parte della montagna Jabal Hayyan, a sud-ovest di Palmira, mentre l'emiro ISIL della città, Khalil Mohameed, sarebbe stato ucciso quando un razzo colpì il suo quartier generale presente in città.
Il 15 marzo, le forze governative misero in sicurezza completamente la montagna Jabal Hayyan, dopo aver catturato la collina 900. L'avanzata portò i militari entro quattro chilometri a ovest e a sud di Palmira. Altrove, i combattimenti sono continuati ad Al-Dawah, mentre anche le unità dell'esercito tentavano di avanzare verso la base della Brigata 550. Nel frattempo, gli attacchi aerei russi sulla strada tra Palmira e Al-Sukhnah provocarono la morte di 26 persone.

#### Seconda settimana
Il 17 marzo, l'ISIL approfittando di una tempesta di sabbia e lanciò un contrattacco contro il punto 939 e il monte Jabal Hayyan, sebbene l'esercito siriano respinse l'assalto. Più tardi quel giorno, i marines siriani del governatorato di Laodicea e i combattenti di Hezbollah furono inviati come rinforzi a Palmira per rafforzare le forze governative che stavano assaltando la città. Anche i miliziani dell'ISIS ricevettero rinforzi. Lo stesso giorno, un agente delle forze operative speciali russe, il primo tenente Aleksandr Prochorenko, responsabile dell'acquisizione dei bersagli per gli attacchi aerei russi designati, venne ucciso quando ordinò un attacco aereo su se stesso dopo essere stato circondato dai combattenti dell'ISIS. La morte di Prochorenko attirò l'attenzione dei media internazionali definendolo un eroe.

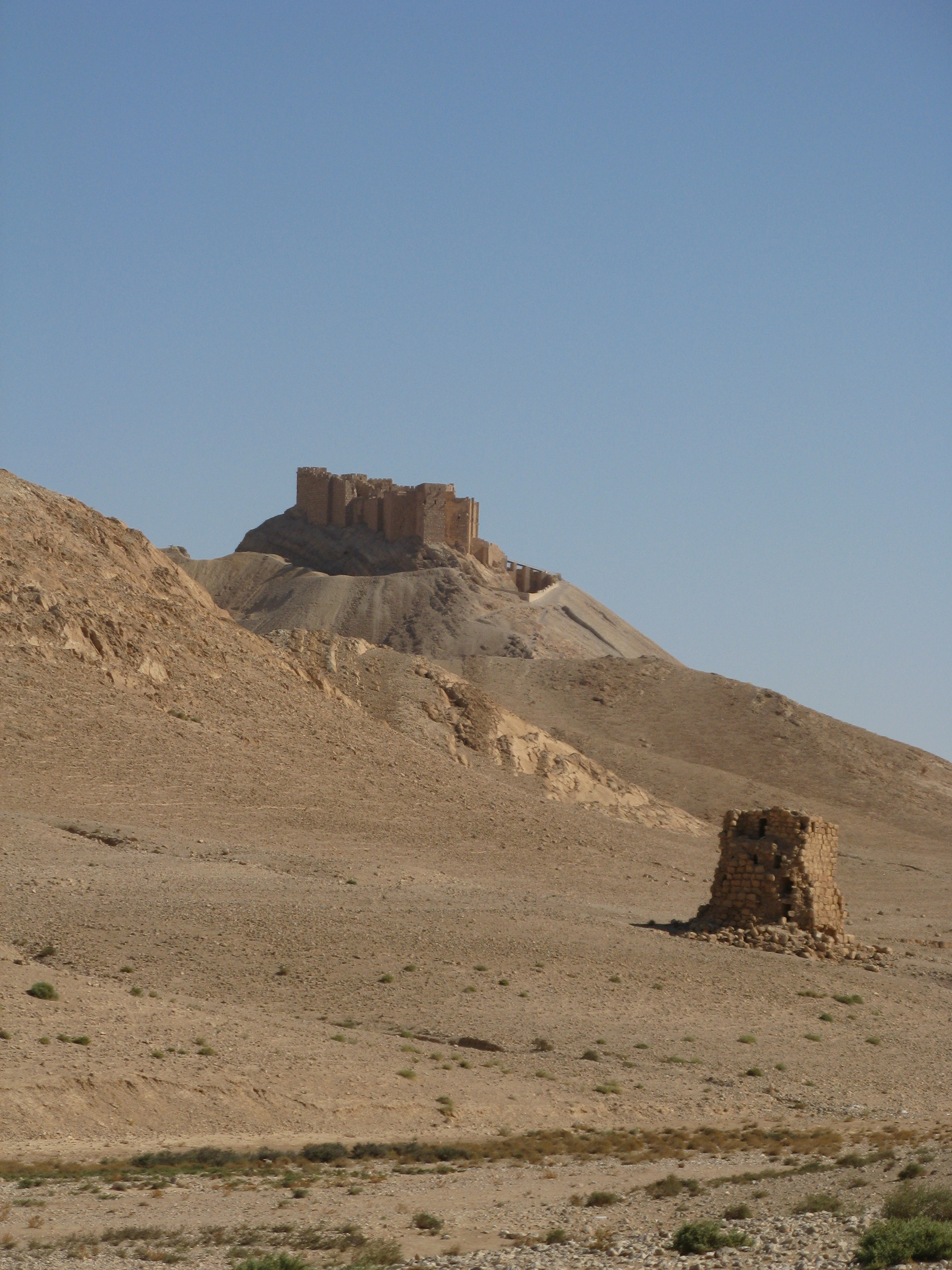
Castello di Palmira, principale luogo di scontro

Il giorno seguente, l'esercito siriano si impadronì della collina di Tal Mattar, vicino al castello di Palmira, dopo di che continuarono ad avanzare, catturando anche la collina di Tal Areen. Contemporaneamente all'offensiva di terra dell'esercito siriano, i russi conducevano tra i venti e i venticinque attacchi aerei al giorno sulle posizioni dell'ISIS a Palmira e dintorni. L'ISIS affermò di aver ucciso sei soldati siriani, cinque soldati russi e diversi combattenti di Hezbollah nella difesa di Qasr al-Halabat a ovest di Palmira. Un sito web di proprietà dell'Isis pubblicò un video che mostra il corpo di un uomo in equipaggiamento militare, descritto come un consigliere militare russo, con attrezzature tra cui un fucile AK-74M personalizzato, un casco, una bussola e un pacchetto di bende con istruzioni scritte in russo. Il corpo, tuttavia, era forse uno dei pochi CMP di etnia russa del "Gruppo Wagner" uccisi o denunciati come dispersi nei sobborghi di Palmira. Il 17 marzo venne confermato che il mercenario del Gruppo Wagner, Vadim Tumakov, era stato ucciso durante i combattimenti a Palmira.
Il 20 marzo l'esercito siriano catturò le due colline che si affacciano sull'autostrada Ithriyah-Palmyra, tagliando all'ISIL una delle principali vie di rifornimento della città. Il giorno successivo, l'SAAF fece ulteriori avanzamenti, assaltando la collina di Jabal Al-Tar. Durante l'attacco 26 marines siriani, compreso il loro comandante Ali Rahmoun, rimasero uccisi durante gli scontri. In seguito morirono anche 17 Marines a causa di un incidente di fuoco amico quando furono colpiti da un missile russo. Altri 26 rimasero feriti. Durante gli scontri arrivarono come rinforzi filo-governativi i consiglieri dell’IRGC e miliziani di Liwa Fatemiyoun.
Il 21 marzo, un grande convoglio di rinforzi delle unità FND di Fouj Al-Joulan e Liwaa Suqour Al-Quneitra arrivò nella campagna occidentale di Palmira, portando il numero delle forze filogovernative nell'area a oltre 6 000 La sera successiva, l'avanzata del Governo siriano continuò con il supporto di 50 attacchi aerei, mentre l'esercito procedette sequestrando l'incrocio stradale del Triangolo di Palmira. Successivamente i soldati siriani dovettero rimuovere circa centoventi esplosivi posti dai miliziani dell'ISIS nella zona del Triangolo.
Al 23 marzo, i militari si trovavano entro uno o due chilometri dalla città sul lato sud e cinque chilometri sul lato ovest, quando raggiunsero la periferia di Palmira, dopo aver riconquistato la catena montuosa dell'al-Hayal, comprese le sue colline che dominano la città. Un soldato dichiarò alla TV statale che si aspettavano di catturare la città entro poche ore.

### Combattimenti ravvicinati

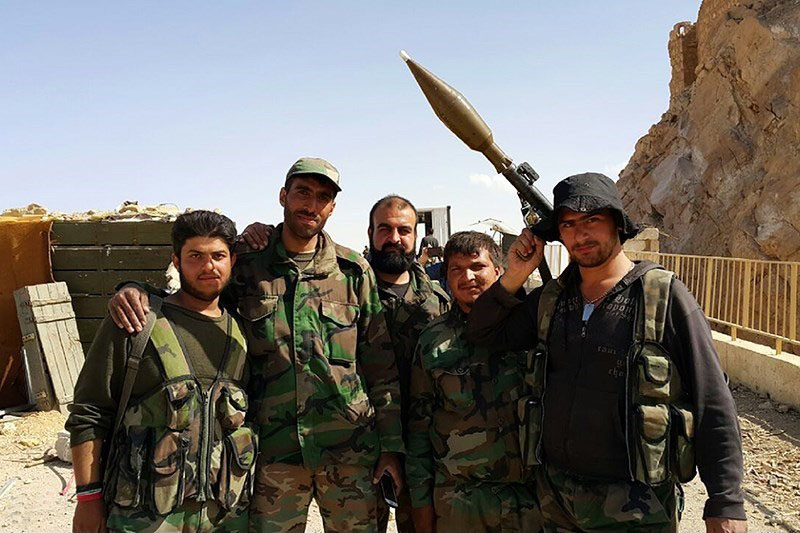
Soldati dell'esercito siriano dopo la battaglia

Il giorno successivo, l'esercito si trovava a un chilometro da Palmira e dovette affrontare una dura resistenza mentre cercava di penetrare nei confini della città. Le forze filogovernative attaccarono lo strategico Hotel Semiramis, situato nella periferia di Palmira, avvicinandosi a 70 metri dall'hotel. I combattimenti raggiunsero anche il confine sudoccidentale del quartiere di al-Gharf. Mentre infuriavano gli scontri, l'Isis esortava i civili attraverso gli altoparlanti a lasciare la città. Nel pomeriggio, le forze governative riuscirono a catturare completamente l'Hotel Semiramis, così come il monte Muhtar, la rotatoria di Al-Zera'a, il monte Al-Tar, la Valle delle Tombe e il Palazzo Mozeh, villa di lusso che l'ISIL utilizzava come quartier generale e in precedenza apparteneva alla Casata di Thani (la famiglia reale del Qatar). In serata l'esercito entrò nelle prime case nella parte sud-occidentale di Palmira.
La mattina del 25 marzo, le forze filogovernative presero il controllo di diverse colline sul lato occidentale e nordoccidentale di Palmira, compreso quelle vicino al castello di Palmira. Più tardi quel giorno, il castello stesso fu catturato, così come, secondo quanto riferito, la base della Brigata 550. Le forze governative raggiunsero la prigione di Palmira, dopo aver conquistato la maggior parte dei frutteti di Palmira e la base aerea della città. I combattimenti infuriarono anche nei siti archeologici dove l'avanzata delle forze governative fu lenta a causa della mancanza di supporto di artiglieria per proteggere le rovine dell'antica città. A questo punto, le forze dell'ISIS hanno iniziato a ritirare le proprie milizie da Palmira e a piantare mine terrestri.
Il 26 marzo, la TV di stato riferì che i militari avevano catturato tre quartieri all'interno di Palmira, compreso il distretto settentrionale di Al-Amiriya, nonché i quartieri di Mutaqa'ideen e Al-Jami'a. Il gruppo di attivisti dell'opposizione SOHR confermò la cattura di Al-Amiriya, ma affermò che gli altri due quartieri erano ancora asserragliati dai miliziani dell'ISIL che conducevano contrattacchi con autobombe contro l'avanzata delle forze governative. La maggior parte dei condomini nella zona residenziale della città vennero danneggiati dai combattimenti e molti crollarono completamente. Successivamente, il SOHR confermò la cattura di Mutaqa'ideen e Al-Jami'a e riferì che le truppe governative si erano assicurate il 35% della città, mentre i combattenti dell'ISIL si stavano ritirando verso l'area di Al-Sukhnah, a est di Palmira.

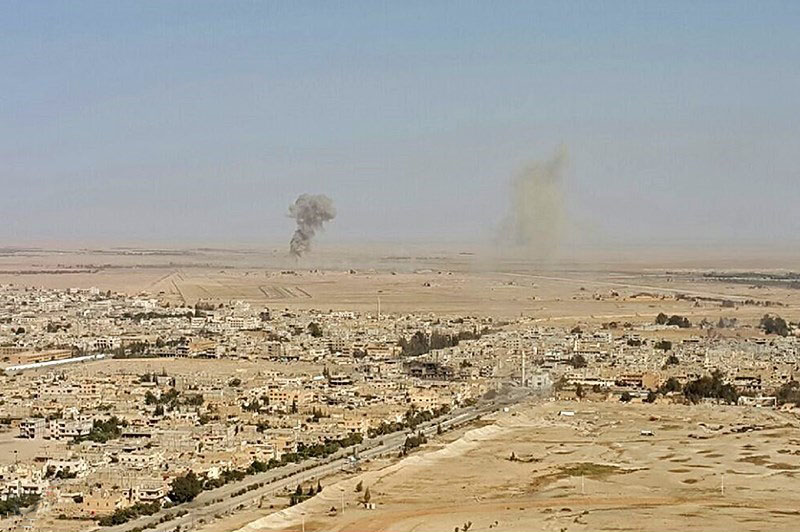
Panorama di Palmira il giorno dopo la liberazione, 28 marzo

All'alba del 27 marzo, la città fu completamente catturata dalle forze governative dopo il crollo delle difese dell'ISIL. Sporadici combattimenti continuarono nella periferia orientale di Palmira tra le forze governative e i combattenti dell'ISIS che rifiutarono di ritirarsi, concentrati nella prigione e nella base aerea. Tuttavia, la maggior parte delle forze dell'ISIS si ritirarono verso est. Nel corso della giornata, la prigione e la base aerea furono catturate mentre i restanti 30 miliziani dell'ISIS combatterono fino alla morte.

## Conseguenze

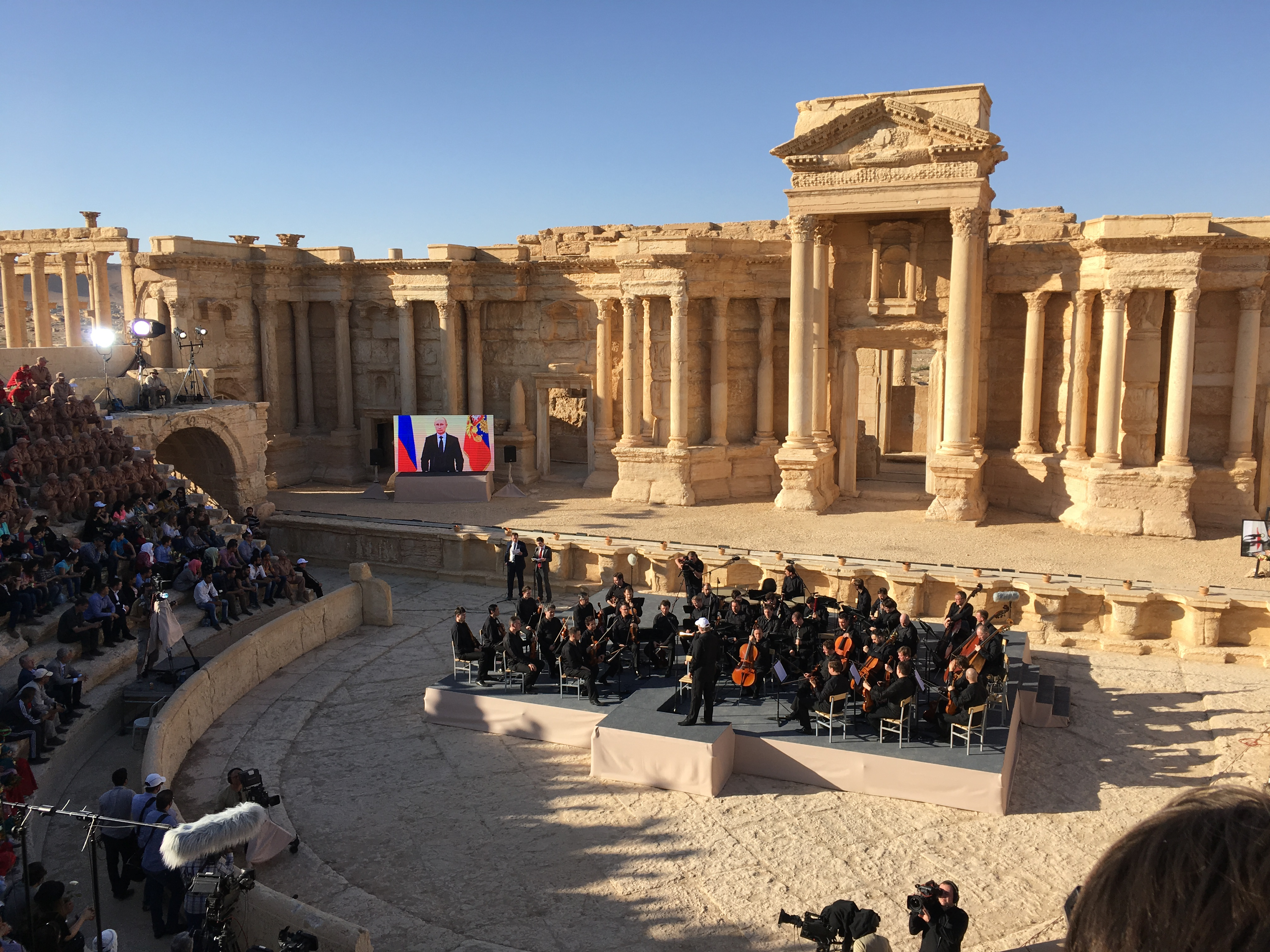
Concerto al Teatro Romano di Palmira, 5 maggio 2016

Dopo la liberazione della città, un convoglio militare russo, comprendente veicoli corazzati, arrivò per aiutare nel processo di bonifica di Palmira dagli esplosivi lasciati dalle forze dell'ISIS in ritirata. Durante i lavori venne scoperta una fossa comune contenente i corpi di 24 civili e 18 soldati. In tutto, si ritiene che almeno 280 persone siano state giustiziate dall'ISIS durante il suo controllo sulla città. Complessivamente, tra il 29 marzo e il 30 aprile, le squadre di artificieri russi e siriani rimuovero circa quattromila ordigni esplosivi dalle rovine e altri mille nella città.
Il 5 maggio l'Orchestra del Teatro Mariinskij, diretta da Sergej Roldugin, si esibì nell'anfiteatro romano di Palmira in un evento molto pubblicizzato. Durante il concerto l'orchestra eseguì brani di Sebastian Bach, Sergei Prokofiev e Rodion Shchedrin, di fronte a un pubblico formato da soldati russi, funzionari governativi siriani e giornalisti stranieri.
In seguito, nel dicembre del 2016 l'ISIS iniziò una quarta offensiva che si concluse con la vittoria dello Stato Islamico che riprese il controllo della città. Il 13 gennaio 2017 le forze governative insieme a militari russi iniziarono una quinta offensiva, che si concluse solo il 2 marzo 2017 con la vittoria dell'esercito siriano.

## Reazioni internazionali
- Egitto: Riguardo alla liberazione di Palmira, il portavoce del Ministero degli affari esteri egiziano dichiarò di "accogliere con favore la liberazione della storica città siriana di Palmira" e affermò che l'Egitto "si è reso conto del pericolo imminente che minaccia il patrimonio culturale della regione alla luce degli attacchi" dell'Isis.[96]
- Iran: Il segretario dell'SAAM iraniano Ali Shamkhani si è congratulò con la Siria per la vittoria, aggiungendo che le forze armate iraniane continueranno a sostenere la guerra nel paese contro i gruppi terroristici.[97]
- Russia: Il presidente russo Vladimir Putin si congratulò con il presidente siriano Bashar al-Assad per aver riconquistato Palmira e lo rassicurò che la Russia avrebbe continuato a sostenere il governo siriano nella lotta ai terroristi.[98]
- Siria: Il presidente siriano Bashar al-Assad dichiarò alla delegazione francese presente a Damasco:

(Bashar al-Assad, 27 marzo 2016)
- ONU: Il Segretario generale Ban Ki-moon si congratulò per la liberazione di Palmira.[100]
  -  UNESCO: accolse con favore la liberazione di Palmira dall'ISIS, affermando di aver condotto una campagna di "pulizia culturale" intorno all'antica città. Secondo il direttore generale dell'UNESCO Irina Bokova, non appena le condizioni di sicurezza lo consentiranno, l'UNESCO sarebbe pronta a lanciare una missione a Palmira insieme alle autorità siriane per valutare i danni e proteggere il "patrimonio inestimabile" della città.[101]
- Stati Uniti: Mark Toner del Dipartimento di Stato americano nel suo briefing, rispondendo alle domande sul destino di Palmira il 24 marzo, un giorno prima della grande offensiva siriana, disse:

(Mark Toner, 24 marzo 2016)

## Galleria d'immagini

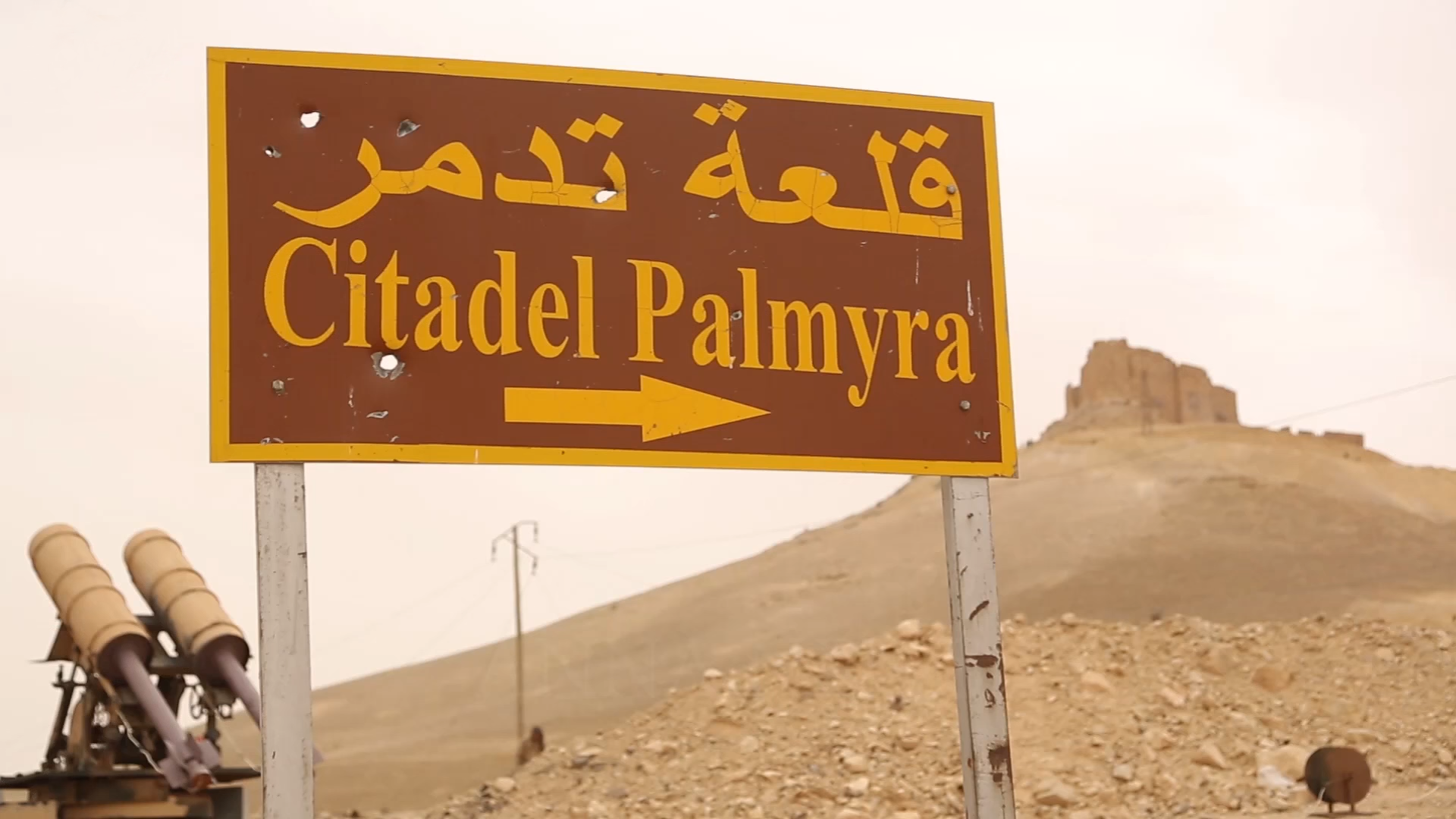
Il castello di Palmira (sullo sfondo) durante la battaglia.
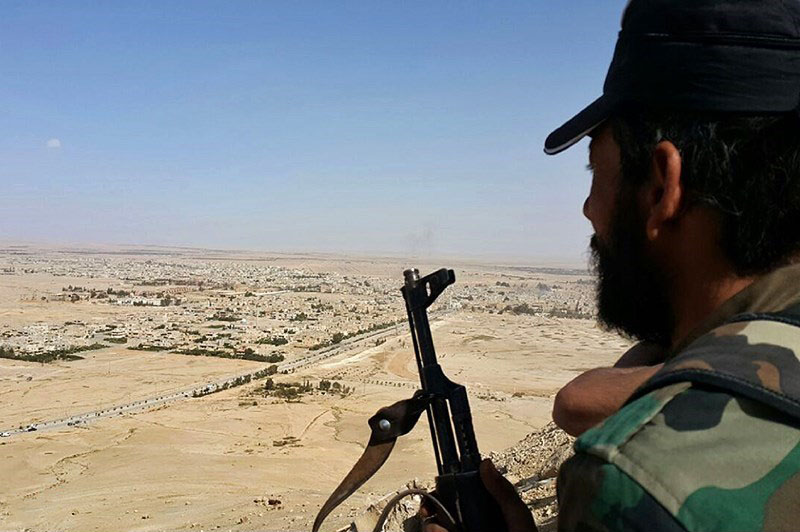
Un soldato filogovernativo sorveglia Palmira dopo la battaglia.
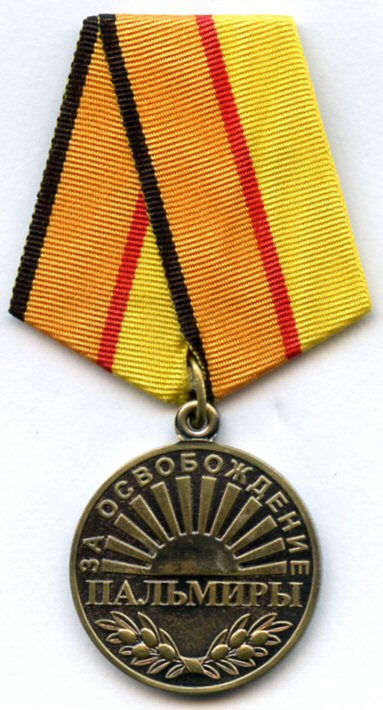
Medaglia commemorativa russa per aver liberato Palmira.